# Bahal Gajah
Bahal Gajah is een bestuurslaag in het regentschap Simalungun van de provincie Noord-Sumatra, Indonesië. Bahal Gajah telt 2322 inwoners (volkstelling 2010).